# Aniek van Alphen
Aniek van Alphen, née le 1er février 1999 à Hapert, est une coureuse cycliste néerlandaise, spécialisée dans le cyclo-cross.

## Biographie
Aniek van Alphen pratique d'abord le korfball dans sa jeunesse avant de passer au cyclo-cross et au VTT. En tant que junior (17/18 ans), elle termine quatrième du championnat des Pays-Bas de VTT cross-country en 2017 et deuxième chez les moins de 23 ans en 2018 et 2019. Cependant, à partir de 2018, elle se consacre davantage au cyclo-cross, où elle est l'une des rares coureuses à passer les planches sur son vélo, à l'instar de Puck Pieterse et de la majorité des hommes.
En octobre 2019, elle remporte son premier cyclo-cross chez les élites à Munich. L'année suivante, elle enregistre sa première victoire en Belgique en remportant le Rapencross, une manche de l'Ethias Cross. En 2021, elle est vice-championne du monde de cyclo-cross espoirs à Ostende. L'année suivante, elle remporte le Cyclo-cross de De Schorre Boom, une manche du Superprestige, puis monte sur le podium de la manche de Coupe du monde à Maasmechelen.
Van Alphen est appelée pour la première fois en équipe nationale aux championnats du monde élites en 2023, mais malade du covid, elle doit déclarer forfait.
Pendant la saison estivale, elle court également sur route et roule pour l'équipe Ciclismo Mundial, renommée Plantur-Pura, puis Fenix-Deceuninck. En 2023, elle cout temporairement dans l'équipe de développement, mais fait son retour dans l'équipe première en 2024. Durant cette saison, elle participe, entre autres, au Tour d'Espagne et au Tour d'Italie. Elle doit abandonner la première course en raison d'une clavicule cassée après une chute causée par un bidon jeté par une autre cycliste,.

## Palmarès en cyclo-cross
- 2018-2019
  - 8e du championnat d'Europe de cyclo-cross espoirs
- 2019-2020
  - Munich Super Cross, Munich
  - Troyes Cyclocross International, Troyes
  - 3e du championnat des Pays-Bas de cyclo-cross espoirs
- 2020-2021
  - Ethias Cross - Rapencross, Lokeren
  -  Médaillée d'argent du championnat du monde de cyclo-cross espoirs
  - 4e de championnat d'Europe de cyclo-cross espoirs
- 2022-2023
  - Superprestige #4, Boom
  - International Cyclo Cross Bad Salzdetfurth, Bad Salzdetfurth
  - Exact Cross - Robotland Cyclocross, Essen
  - 8e du championnat d'Europe de cyclo-cross
- 2023-2024
  - Kleeberg Cross, Malines
  - 3e du Superprestige
  - 5e du championnat d'Europe de cyclo-cross
- 2024-2025
  - International Cyclo Cross Bad Salzdetfurth #1, Bad Salzdetfurth
  - International Cyclo Cross Bad Salzdetfurth #2, Bad Salzdetfurth
  - 9e du championnat d'Europe de cyclo-cross

## Palmarès sur route

### Résultats sur les grands tours

#### Tour d'Italie
2 participations
- 2024 : 76e
- 2025 : 49e

#### Tour d'Espagne
2 participations
- 2024 : abandon (6e étape)
- 2025 : 106e

### Classements UCI
| Année                                 | 2020 | 2021 | 2022  | 2023 |
| ------------------------------------- | ---- | ---- | ----- | ---- |
| Classement UCI                        | 610e | nc   | 1155e | 345e |
|                                       |      |      |       |      |
| Légende : nc = non classéSource : UCI |      |      |       |      |

## Palmarès en VTT
- 2018
  - 2e du championnat des Pays-Bas de cross-country espoirs
- 2013
  - 2e du championnat des Pays-Bas de cross-country espoirs